# Milaan-San Remo 1950
De wielerwedstrijd Milaan-San Remo 1950 werd gereden op 18 maart. Het parcours van deze 41e editie was 282 kilometer lang.  De winnaar legde de afstand af in 7u 18min 52sec. Gino Bartali won in de sprint voor zijn landgenoten Nedo Logli en Oreste Conte.
Er deden geen Nederlanders mee.

## Deelnemersveld
Er kwamen 210 wielrenners aan de start, waarvan er 123 de finish zouden halen.
| Deelnemende ploegen | Deelnemende ploegen | Deelnemende ploegen | Deelnemende ploegen | Deelnemende ploegen |
| ------------------- | ------------------- | ------------------- | ------------------- | ------------------- |
| Alcyon-Dunlop       | Arbos               | Atala               | Bartali-Gardiol     | Benotto             |
| Bianchi-Ursus       | Bottecchia          | Cilo                | Cimatti             | Fiorelli            |
| France Sport        | Frejus              | Ganna               | Garin-Wolber        | Guerra              |
| Helyett             | JB Louvet           | La Perle            | Legnano             | Lutetia             |
| Lygie               | Mercier-Hutchinson  | Mervil              | Negrini             | Olympia             |
| Peugeot-Dunlop      | Rhonson             | Stella-Dunlop       | Stucchi             | Taurea              |
| U.S. Oto Melara     | Viscontea           | Wilier-Triestina    |                     |                     |

## Uitslag
| Milaan–San Remo 1950 |                     |                    |          |
| Plaats               | Naam                | Ploeg              | Tijd     |
| Winnaar              | Gino Bartali        | Bartali-Gardiol    | 7u18'52" |
| 2                    | Nedo Logli          | Ganna-Superga      | z.t.     |
| 3                    | Oreste Conte        | Bianchi-Ursus      | z.t.     |
| 4                    | Fiorenzo Magni      | Wilier Triestina   | z.t.     |
| 5                    | Louis Caput         | Olympia-Dunlop     | z.t.     |
| 6                    | Alfredo Pasotti     | Stucchi-Ursus      | z.t.     |
| 7                    | Rik Van Steenbergen | Mercier-Hutchinson | z.t.     |
| 8                    | Aldo Tosi           | Benotto-Superga    | z.t.     |
| 9                    | 42 renners          |                    | z.t.     |

1907 · 1908 · 1909 · 1910 · 1911 · 1912 · 1913 · 1914 · 1915 · 1916 · 1917 · 1918 · 1919 · 1920 · 1921 · 1922 · 1923 · 1924 · 1925 · 1926 · 1927 · 1928 · 1929 · 1930 · 1931 · 1932 · 1933 · 1934 · 1935 · 1936 · 1937 · 1938 · 1939 · 1940 · 1941 · 1942 · 1943 · 1944 · 1945 · 1946 · 1947 · 1948 · 1949 · 1950 · 1951 · 1952 · 1953 · 1954 · 1955 · 1956 · 1957 · 1958 · 1959 · 1960 · 1961 · 1962 · 1963 · 1964 · 1965 · 1966 · 1967 · 1968 · 1969 · 1970 · 1971 · 1972 · 1973 · 1974 · 1975 · 1976 · 1977 · 1978 · 1979 · 1980 · 1981 · 1982 · 1983 · 1984 · 1985 · 1986 · 1987 · 1988 · 1989 · 1990 · 1991 · 1992 · 1993 · 1994 · 1995 · 1996 · 1997 · 1998 · 1999 · 2000 · 2001 · 2002 · 2003 · 2004 · 2005 · 2006 · 2007 · 2008 · 2009 · 2010 · 2011 · 2012 · 2013 · 2014 · 2015 · 2016 · 2017 · 2018 · 2019 · 2020 · 2021 · 2022 · 2023 · 2024 · 2025
Lijst van beklimmingen